# كريل فالنتيني
كريل فالنتيني (الاسم العلمي: Euphausia vallentini) هو نوع من الحيوانات البحرية يتبع جنس كريل من فصيلة الكريلية.